# Hyaleucerea erythrotela
Hyaleucerea erythrotela là một loài bướm đêm thuộc phân họ Arctiinae, họ Erebidae.